# Odensviholm
Odensviholms säteri är en herrgård i Odensvi socken i Västerviks kommun.

## Historik

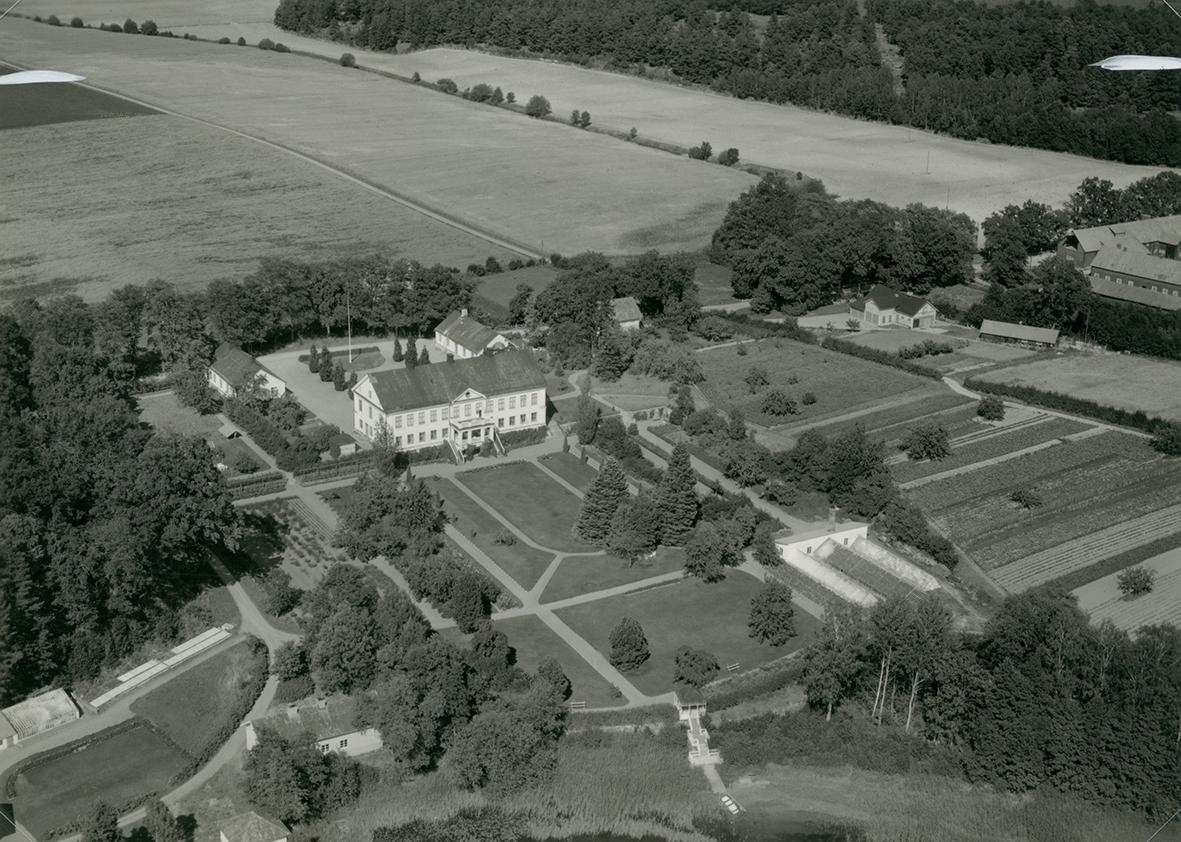
Flygfoto över säteriet 1950.

Huvudbyggnaden, av sten i två våningar och med två flyglar, är uppförd 1785. Gården hette till 1662 Harg. Den tillhörde från 1606 ätten Falkenberg af Trystorp, inom vilken den 1699 blev fideikommiss. Fideikommissrätten flyttades 1769 till Lagmansö i Södermanland. Egendomen såldes 1770 och tillhörde till 1839 släkten Granschoug. Därefter gick den i arv till ätterna Carleson och Fleetwood. Familjen Fleetwood sålde 1973 egendomen (3 861 hektar), som styckades i flera delar. Gården köptes 1979 av familjerna Olof och Ulla Svensson, Lars och Agneta Svensson och Göran och Gunnel Svensson. 2008 sålde Gunnel och Göran Svensson sin del och nytillkomna ägare är Karin (dotter till Lars och Agneta) och Stefan Löwenborg samt Fredrik Svensson (son till Lars och Agneta). Idag finns 400 mjölkkor samt 800 hektar mark. 
Ecklesiastikministern och skalden Gunnar Wennerberg bodde ofta här hos sin dotter Astrid Fleetwood (1866-1950). Han vilar i närheten, vid Odensvi kyrka. Hans dottersons sondotter operasångerskan Amelie Fleetwood är uppvuxen på Odensviholm. 

## Bilder

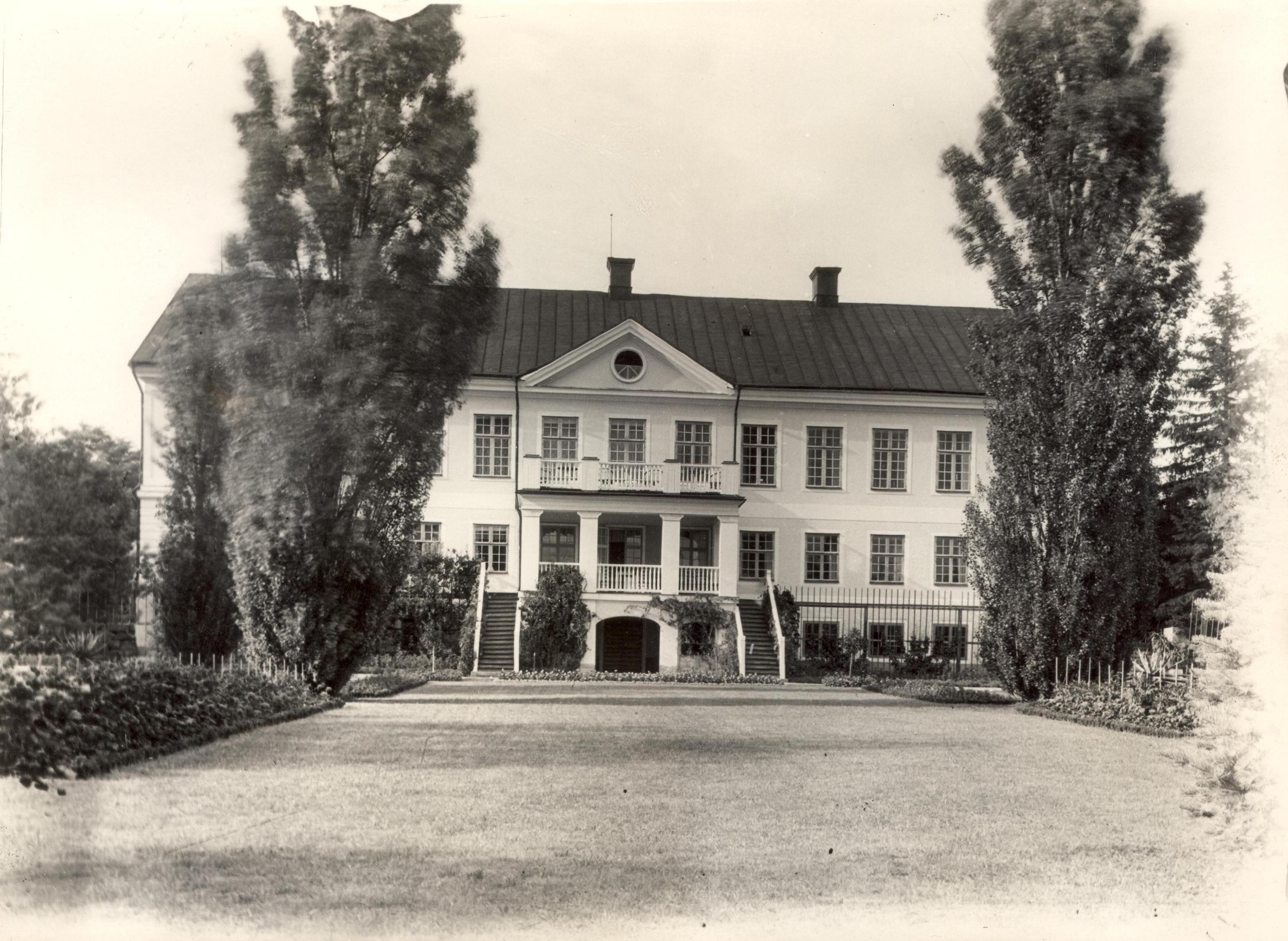
Huvudbyggnaden år 1930.
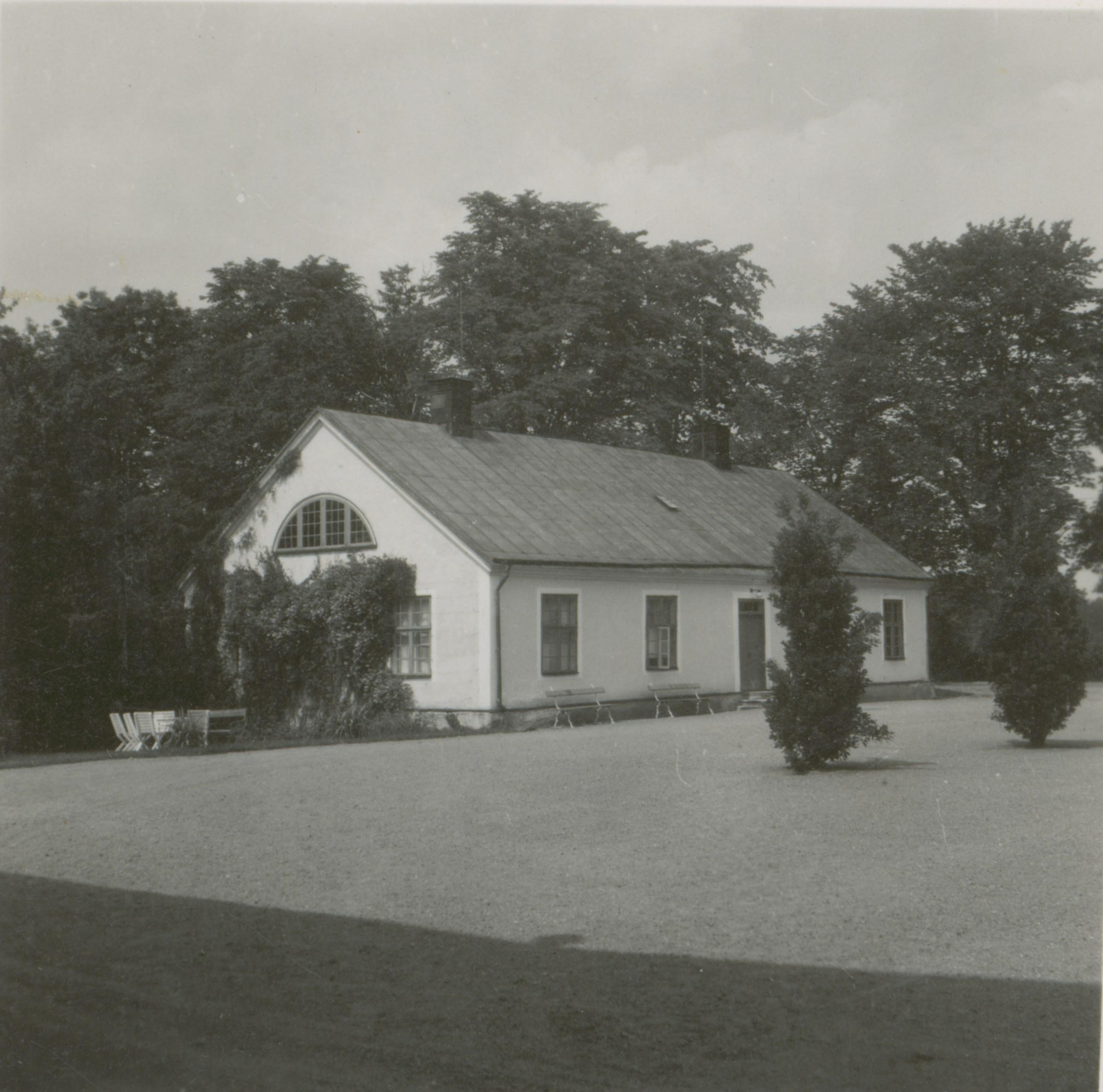
Västra flygeln år 1948.
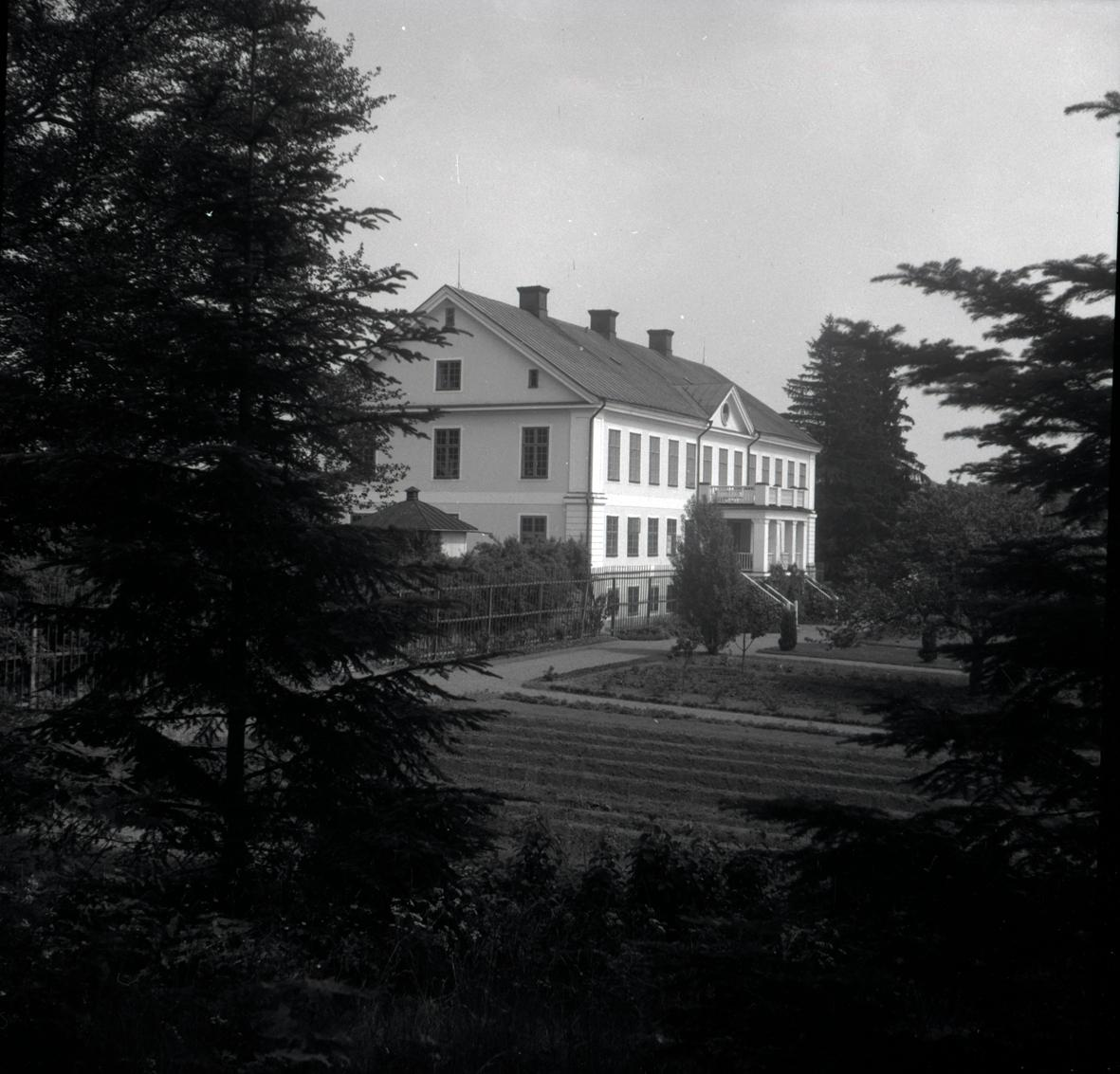
Huvudbyggnaden år 1948.
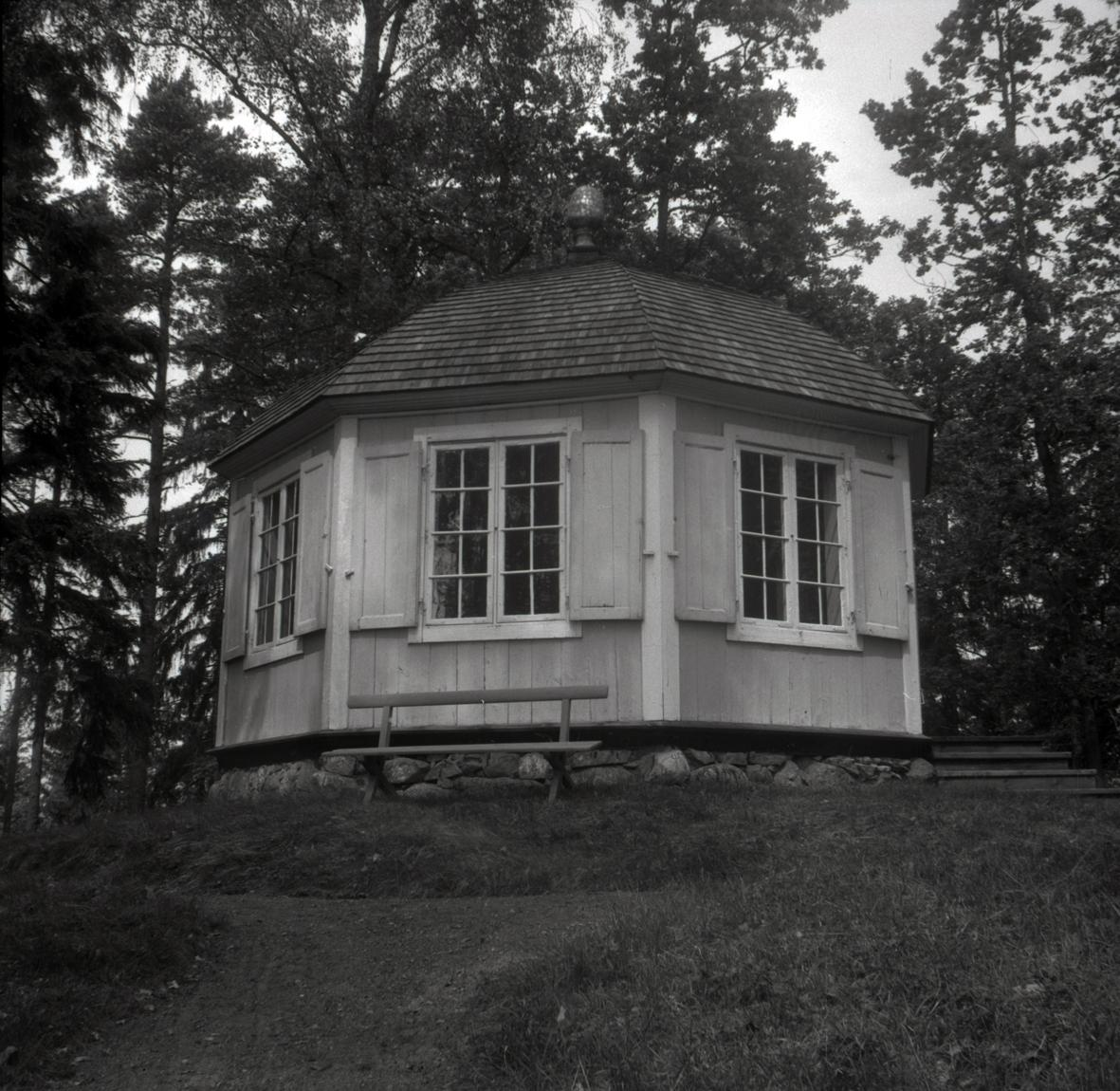
Ett lusthus i parken 1948.
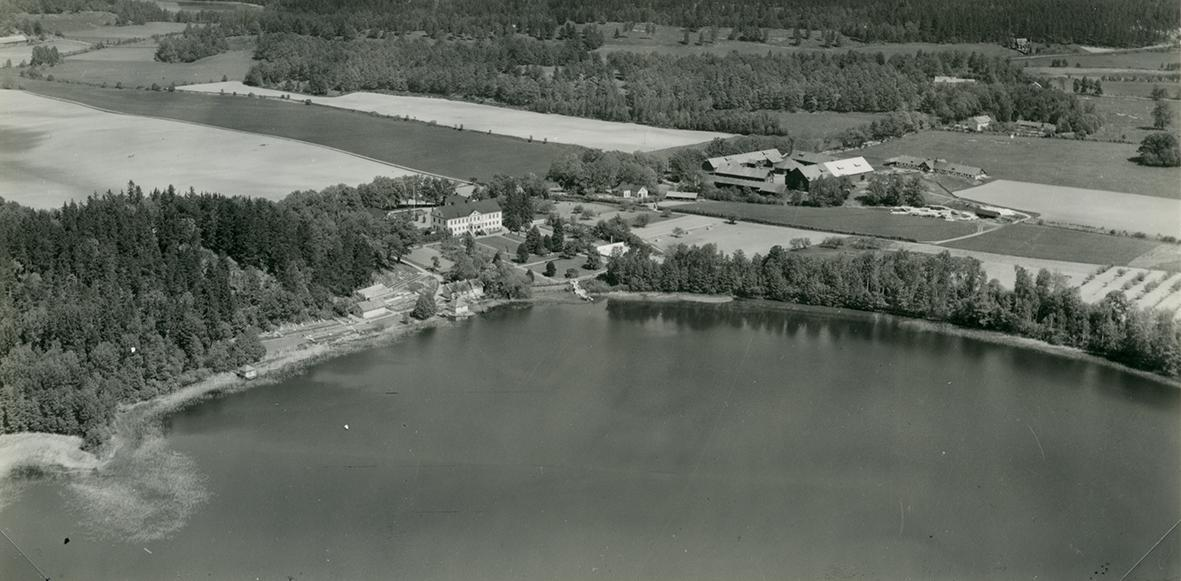
Flygfoto över säteriet från 1948.
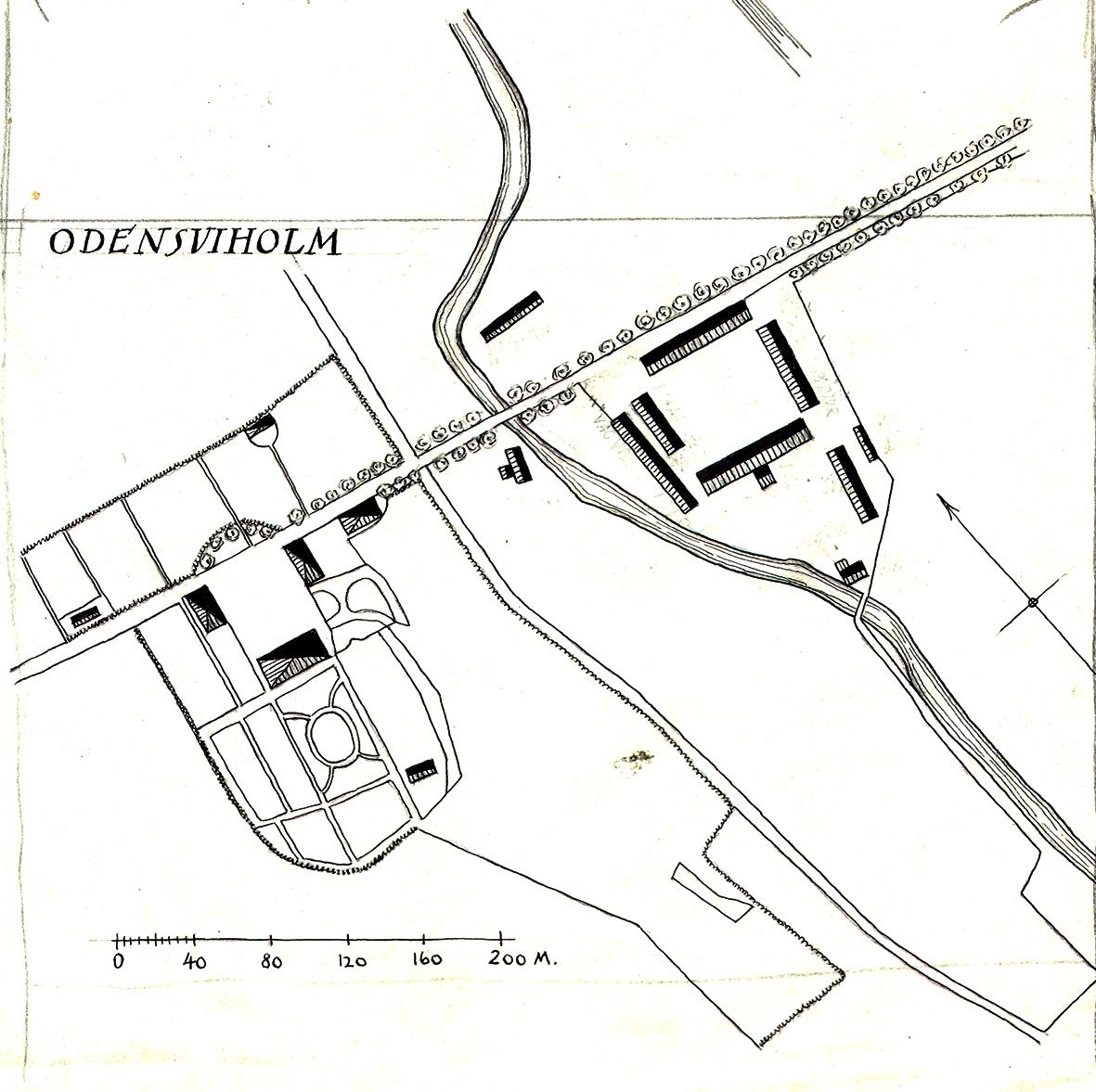
Karta över säteriet år 1911.
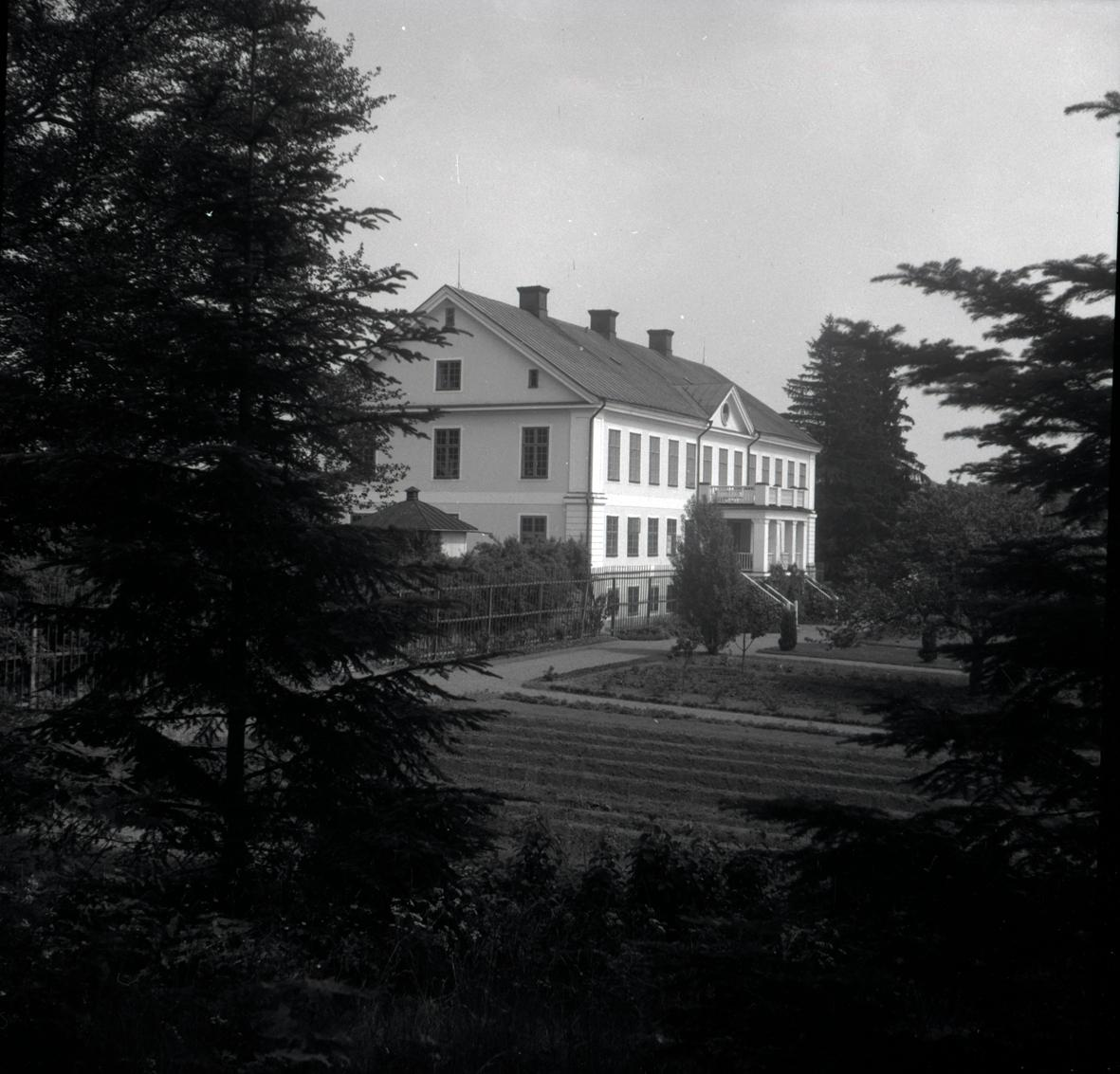
Huvudbyggnaden år 1948.